# Amanuel Ghebreigzabhier
Amanuel Ghebreigzabhier Egerzeigzaarhka (17 de agosto de 1994) es un ciclista profesional eritreo. Desde 2021 corre para el equipo Lidl-Trek.

## Palmarés
2014
- Campeonato de Eritrea en Ruta
- Tour de Blida, más 1 etapa
- 1 etapa del Tour de Constantino

2015
- Tour de Constantino
- 3.º en el Campeonato de Eritrea en Ruta

2018
- Campeonato Africano en Ruta
- 2.º en el Campeonato de Eritrea en Ruta

2019
- Campeonato de Eritrea Contrarreloj

2022
- 3.º en el Campeonato de Eritrea Contrarreloj

2023
- Campeonato de Eritrea Contrarreloj

2024
- Campeonato de Eritrea Contrarreloj

2025
- Campeonato de Eritrea Contrarreloj

## Resultados en Grandes Vueltas y Campeonatos del Mundo
| Carrera         | Carrera         | 2016 | 2017 | 2018 | 2019 | 2020 | 2021 | 2022 | 2023 | 2024 |
| --------------- | --------------- | ---- | ---- | ---- | ---- | ---- | ---- | ---- | ---- | ---- |
|                 | Giro de Italia  | —    | —    | —    | 45.º | 54.º | 63.º | —    | Ab.  | 63.º |
|                 | Tour de Francia | —    | —    | —    | —    | —    | —    | —    | —    | —    |
|                 | Vuelta a España | —    | —    | 37.º | Ab.  | —    | —    | —    | 82.º | —    |
| Mundial en Ruta | Mundial en Ruta | —    | —    | Ab.  | —    | 69.º | —    | Ab.  | —    | Ab.  |

—: no participa

Ab.: abandono